# BSFZ 아레나
BSFZ 아레나는 오스트리아 마리아엔처스도르프에 위치한 경기장으로 FC 아드미라 바커 뫼들링의 홈 구장으로 사용되고 있다.